# أنطونيو فيلارايجوسا
أنطونيو فيلارايجوسا (بالإنجليزية: Antonio Villaraigosa) (و. 1953 – م) هو سياسي من الولايات المتحدة الأمريكية .

## التعليم
تعلم في جامعة كاليفورنيا، لوس أنجلوس.

## روابط خارجية
- أنطونيو فيلارايجوسا على موقع IMDb (الإنجليزية)
- أنطونيو فيلارايجوسا على موقع الموسوعة البريطانية (الإنجليزية)
- أنطونيو فيلارايجوسا على موقع مونزينجر (الألمانية)
- أنطونيو فيلارايجوسا على موقع إن إن دي بي (الإنجليزية)
- أنطونيو فيلارايجوسا على موقع قاعدة بيانات الفيلم (الإنجليزية)